# Catapoecilma gracilis
Catapoecilma gracilis är en fjärilsart som beskrevs av Semper 1890. Catapoecilma gracilis ingår i släktet Catapoecilma och familjen juvelvingar. Inga underarter finns listade i Catalogue of Life.